# Neoserica moffartsi
Neoserica moffartsi är en skalbaggsart som beskrevs av Brenske 1900. Neoserica moffartsi ingår i släktet Neoserica och familjen Melolonthidae. Inga underarter finns listade i Catalogue of Life.